# 1186
Évszázadok: 11. század – 12. század – 13. század
Évtizedek: 1130-as évek – 1140-es évek – 1150-es évek – 1160-as évek – 1170-es évek – 1180-as évek – 1190-es évek – 1200-as évek – 1210-es évek – 1220-as évek – 1230-as évek
Évek: 1181 – 1182 – 1183 – 1184 –  1185 – 1186 – 1187 – 1188 – 1189 – 1190 – 1191

## Események
- január 27. – Constance, szicíliai hercegnő és Henrik, a későbbi VI. Henrik német-római császár esküvője.[1]
- III. Béla magyar király és Capet Margit, II. Fülöp Ágost francia király nővérének házassága.[2]
- A bizánci császár elismeri Bulgária függetlenségét.
- VII. Dzsajavarman, a Khmer Birodalom uralkodója megépítteti a Ta Prohm templom-kolostort Angkorban.
- Fia halálát követően Szibilla lesz a Jeruzsálemi Királyság királynője; ugyanebben az évben férjét, Guidót társuralkodóvá veszi maga mellé.

## Születések
- I. Leszek lengyel fejedelem

## Halálozások
- augusztus 19. – II. Gottfried breton herceg
- augusztus - V. Balduin jeruzsálemi király[3]